# Bataille de Raszyn (1809)
Pour les articles homonymes, voir Bataille de Raszyn.
Cinquième Coalition
Batailles
Campagne d'Allemagne et d'Autriche
- Sacile
- Teugen-Hausen
- Raszyn
- Abensberg
- Landshut
- Eckmühl
- Ratisbonne
- Neumarkt
- Radzymin (en)
- Caldiero
- Dalmatie
- Ebersberg
- Piave
- Malborghetto
- Linz (en)
- Essling
- Sankt Michael
- Stralsund
- Raab
- Gratz
- Wagram
- Korneuburg
- Stockerau
- Gefrees (en)
- Hollabrunn
- Schöngrabern (en)
- Znaïm
- Ölper

Batailles navales
- Martinique
- Sables-d'Olonne
- Île d'Aix
- Walcheren
- Lissa
- Pelagosa

Campagne de l'île Maurice
- Sainte-Rose
- Saint-Paul
- Île Bonaparte
- Grand Port
- Île de France
- Tamatave

Campagne d'Espagne
Rébellion du Tyrol
La première bataille de Raszyn a lieu le 19 avril 1809 entre les armées de l'empire d'Autriche et celles du grand-duché de Varsovie, pendant la Cinquième Coalition. L'armée autrichienne y est défaite.
Commandée par l'archiduc Ferdinand, l'armée autrichienne envahit le grand-duché de Varsovie en avril 1809. Les troupes polonaises sous le commandement du prince Józef Antoni Poniatowski résistent à l'attaque autrichienne sur Varsovie, leur infligeant une défaite à Raszyn et reconquièrent des parties de l'ancienne Pologne dont Cracovie et Lwów en battant les Autrichiens près des villages de Góra et Grochów (pl).

## Contexte
En 1809, Napoléon Ier domine presque toute l'Europe. Il a battu à plusieurs reprises les Autrichiens, les Russes et les Prussiens.
Depuis 1807, et pour la première fois depuis 1795, la Pologne est une réalité politique : le grand-duché de Varsovie existe à nouveau. Son chef militaire est le prince Józef Antoni Poniatowski, qui sera fait maréchal d'Empire pendant la bataille de Leipzig en 1813. Pourtant, les Autrichiens rêvent de revanche. En avril 1809, ils déclenchent les hostilités et lancent trois corps d'armées en Allemagne, en Italie et en Pologne. À l'occasion de la bataille de Wagram, les Français repoussent cette campagne. Sur le front polonais, les opérations sont menées par l'archiduc Ferdinand avec environ 30 000 hommes. Poniatowski ne peut opposer que 15 000 hommes au maximum. Il doit donc mener une défense acharnée de son royaume et surtout, il ne peut évacuer Varsovie (capitale de la nouvelle Pologne reconstituée) sans combattre et résister. Il choisit donc de lancer les hostilités à Raszyn, à 10 km de Varsovie.

## Topographie du terrain

Place de la bataille en 1809.

Le lieu choisi par Poniatowski pour affronter les forces autrichiennes est la petite ville de Raszyn. Le terrain boisé comporte de petits villages qui servent de points d'appuis pour les forces polonaises. De plus, pour atteindre Varsovie, il faut traverser la rivière Utrata (pl), qui en cette saison ne peut être franchie que par les ponts de Raszyn, Dawidy ou Michalowice. Les forces polonaises les contrôlent tous. En avril, la rivière est infranchissable autrement que par les ponts, d'autant plus que les abords de l'Utrata sont marécageux.

## La bataille

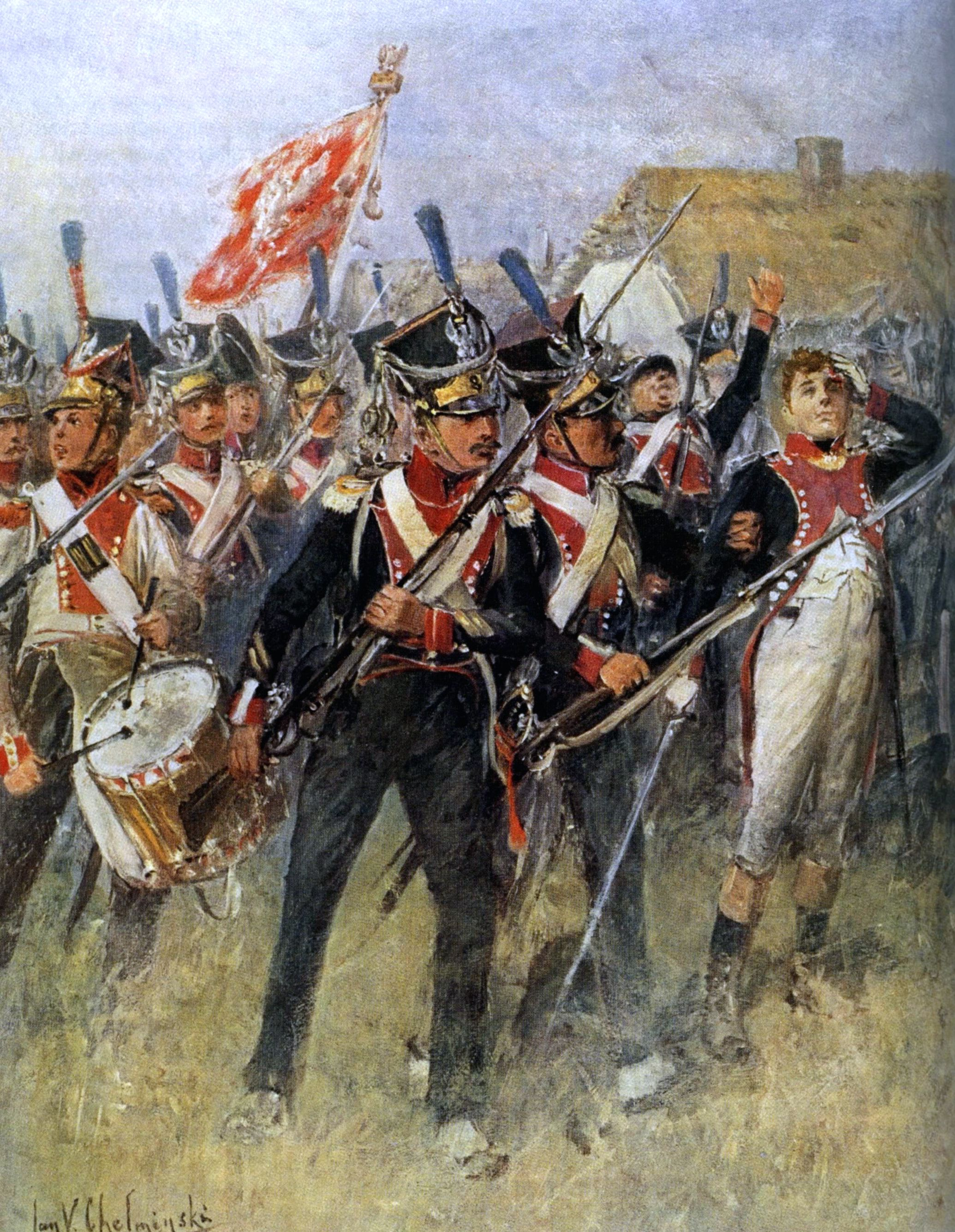
Le 8e régiment d'infanterie polonaise à la bataille de Raszyn. Peinture de Jan Chełmiński.

L'attaque commence le 19 avril, vers 15 h. Les colonnes autrichiennes sont opposées aux forces de couverture de Rozniecki. Les Polonais cèdent lentement du terrain. Le village de Falenty est pris vers 16 h. Une contre attaque menée par Poniatowski en personne reprend le village aux Autrichiens, rétablissant les lignes un moment menacées. Les forces de couvertures polonaises composées de cavalerie sont alors retirées par Poniatowski, (adossées à l'Utrata, elles menaçaient d'être détruites). Poursuivant son attaque, Ferdinand engage maintenant Mondet et Schauroth contre le village de Falenty. Attaqué de face et de flanc, le général de brigade Sokolnicki doit l'évacuer.
Les hussards autrichiens du Palatinat engagent le 2e lanciers polonais qui les attire dans un piège : esquivant le combat, les lanciers amènent les hussards sous le feu d'une batterie polonaise qui manque de les détruire. Venus les secourir, les cuirassiers de Speth (5e régiment) tombent dans le même piège. La cavalerie autrichienne est mise à mal.
Vers 17 h, une attaque combinée est montée contre Razsyn. Les forces de Mondet et de Von Morh attaquent, mais sont repoussées avec de lourdes pertes par les fantassins et les canons saxons. Il faut l'intervention de la brigade Pflacher vers 19 h pour qu'enfin le village tombe. Mais les Autrichiens ne peuvent déboucher au-delà des dernières maisons du village. Les combats font rage jusqu'à 21 h sans que la moindre décision ne soit prise de part et d'autre. Vers 22 h, les affrontements cessent et les Polonais évacuent le terrain. Les Saxons doivent rejoindre Bernadotte. Poniatowski est trop faible pour reprendre le combat, car sans les Saxons, il combat à 1 contre 3. Varsovie est évacuée le 21 avril.

## Conséquences de la bataille
Après que l'armée autrichienne se soit retirée de l'autre côté des marécages, le prince Józef Poniatowski ordonne à ses forces de se replier sur Varsovie. Cependant les fortifications de la ville sont en très mauvais état et le corps expéditionnaire saxon se replie vers sa patrie. Il décide de laisser Varsovie sans défense et se retire dans plusieurs forteresses situées dans les environs. La capitale tombe sans grand opposition, mais c'est une victoire à la Pyrrhus car cela prive le commandant autrichien de forces importantes pour les autres fronts. Dans les semaines qui suivent, la Grande-Pologne est défendue par le corps du général Dąbrowski et la cavalerie polonaise s'empare de Lwów. Finalement Poniatwski laisse un petit détachement près de Varsovie afin d'empêcher les forces autrichiennes de quitter la ville et envoie le reste de ses forces vers le sud, ce qui entraîne la chute de Cracovie.
Le 14 octobre 1809, le traité de Schönbrunn est signé entre l'Autriche et la France. L'Autriche perd environ 50 000 km2 de territoires et 1 900 000 habitants. Ces territoires sont annexés au duché de Varsovie ainsi que le territoire de Zamość, Cracovie et 50 % des revenus des mines de sel de Wieliczka.
Le général Józef Antoni Poniatowski reçoit le grand-aigle de la Légion d'honneur, un sabre d'honneur et un shako de lancier pour cette victoire.

## Ordres de Bataille

### Forces autrichiennes: VIIeCorps de l'archiduc Ferdinand
- Avant-garde : Von Mohr
  - Hussards du Kaiser (4 escadrons)
  - Grenz No 16 (1 bataillon)
  - Grenz No 17 (1 bataillon)
  - 48e régiment (3 bataillons)
  - 2 Compagnies de sapeurs
  - 1 batterie légère et 1 batterie de brigade

- Général de Division Mondet
  - 30e régiment (3 bataillons)
  - 41e régiment (3 bataillons)
  - 1 batterie de brigade

- Général de Division Pflachers
  - 34e régiment (3 bataillons)
  - 37e régiment (3 bataillons)
  - 1 batterie de brigade

- Général de Division Trauttenberg
  - 24e régiment (2 bataillons)
  - 63e régiment (3 bataillons)
  - 1 batterie de brigade

- Général de Division Schauroth
  - Hussards du Palatinat (8 escadrons)

- Général de Division Speth
  - 5e régiment de Cuirassiers (6 escadrons)
  - 7e régiment de Cuirassiers (6 escadrons)
  - 1 batterie à cheval

### Forces polonaises sous les ordres du général Poniatowski
- Force de couverture : Général de Brigade Rozniecki
  - 2d Lanciers (3 escadrons)
  - 3e Lanciers (3 escadrons)
  - 6e Lanciers (3 escadrons)
  - 5e Chasseurs (3 escadrons)
  - 1 batterie à cheval

- Général de Brigade Sokolonicki
  - 1 bataillon du 1er régiment
  - 6e régiment (1 bataillon)
  - 1 bataillon du 8e régiment
  - 1 batterie à pied

- Général de Brigade Bieganski
  - 3e régiment (2 bataillons)
  - 1 batterie à pied

- Général de Division Dyhernn (Saxons)
  - Régiment Oebschelwitz (1 bataillon)
  - Grenadier (1 bataillon et 6 compagnies)
  - 2e régiment polonais (2 bataillons)
  - 2 batteries saxonnes à pied

- Réserve centrale
  - 1er chasseur (3 escadrons)
  - Hussards saxons (1 escadron)
  - 1 batterie à cheval

- Général de Brigade Kamieniecki
  - 1 bataillon du 1er régiment
  - 1 bataillon du 8e régiment
  - 1 batterie à pied